# In Soviet Russia
 (juillet 2023).

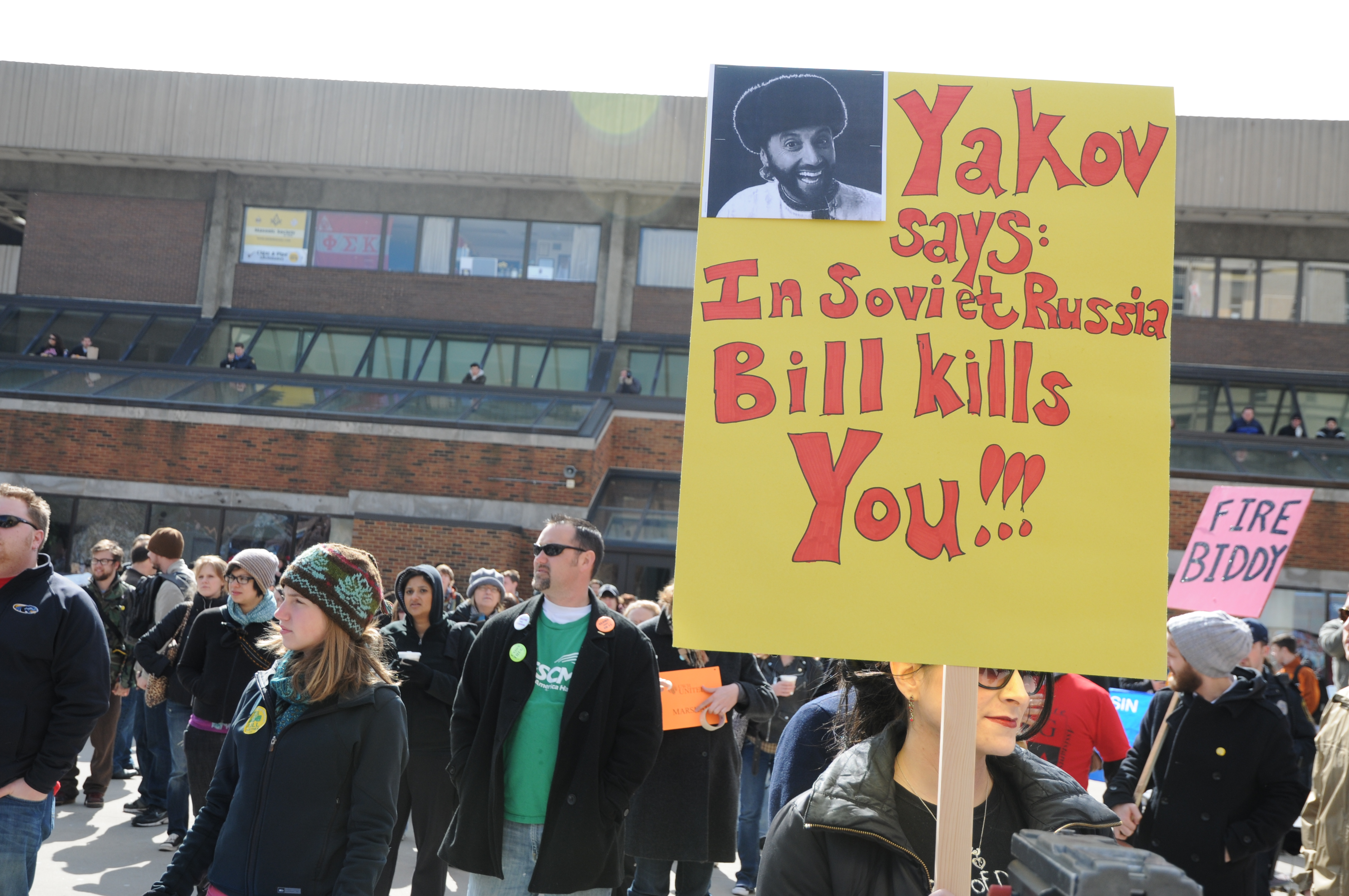
2011 démonstration de la blague, Wisconsin. Texte : Yakov dit : "En Russie soviétique, la facture vous tue"

In Soviet Russia, ou Russian reversal, est un modèle de blague dans lequel les positions du sujet et de l'objet de la déclaration sont inversées.

« Chaque pays dispose de sa mafia; En Russie, la mafia dispose de son propre pays. »

— Garry Kasparov
Généralement, la clause américaine [ou non russe] décrit une activité ordinaire inoffensive et la forme soviétique inversée quelque chose de menaçant ou de dysfonctionnel, faisant la satire de la vie sous le régime communiste. Parfois, la première clause est omise, et parfois l'une ou l'autre clause, ou les deux, sont délibérément rendues avec des erreurs grammaticales accompagnées d'un fort accent stéréotypé russe.

## Histoire
Bien que l'origine exacte de cette forme de blague soit incertaine, un premier exemple est tiré de la comédie musicale de Cole Porter Leave It to Me ! de 1938 : « En Russie soviétique, le messager vous donne un pourboire ». Bob Hope a utilisé ce modèle lors de la cérémonie des Oscars de 1958. Dans l'émission de télévision Laugh-In (1968-1973), un personnage récurrent, « Piotr Rosmenko l'homme d'Europe de l'Est »  — joué par Arte Johnson, prononçait de courtes blagues telles que « Ici, en Amérique, c'est très bien, tout le monde regarde la télévision. Dans le vieux pays, c'est la télévision qui vous regarde ! ». Cette blague fait référence aux télécrans du roman dystopique de George Orwell, 1984, qui reproduisent des images et surveillent les citoyens.

Cette forme de blague est souvent associée, notamment par Laurie Essig, au comédien Yakov Smirnoff qui l'a utilisé, par exemple, dans une publicité de 1985 pour Miller Lite : 

« En Amérique, il y a beaucoup de bière légère et vous pouvez toujours trouver une fête. En Russie, la fête vous trouve »,,

Laurie Essig donne l'exemple : 

« In America, you break [the] law; in Soviet Russia, [the] law break[s] you! ».

— Laurie Essig
Dans les années 2000, l'expression gagne en popularité, selon Laurie Essig, grâce aux séries télévisions, notamment King of the Hill, Les Simpsons, et Family Guy.